# Воинское кладбище № 399 (Прусы)
Воинское кладбище № 399 (пол. Cmentarz wojenny nr 400) — воинский некрополь, который располагается в населённом пункте Прусы гмины Коцмыжув-Любожице Краковского повята Малопольского воеводства, Польша. Некрополь входит в группу Западногалицийских воинских захоронений времён Первой мировой войны. На некрополе похоронен военнослужащий Австро-венгерской армии, погибшие в мае 1915 года во время Первой мировой войны.
Находится на левой стороне воеводской дороги № 776 Краков-Буско-Здруй около церкви Пресвятой Девы Марии Помощницы верных в нескольких метрах от административной границы Кракова.
Некрополь был основан Департаментом воинских захоронений К. и К. военной комендатуры в Кракове в 1915 году. На кладбище площадью 2 квадратных метра находится единственная могила, в которой похоронен один неизвестный австрийский солдат. Автором проекта кладбища был австрийский архитектор Ганс Майр.

## Источник
- Oktawian Duda: Cmentarze I wojny światowej w Galicji Zachodniej. Warszawa: Ośrodek Ochrony Zabytkowego Krajobrazu, 1995. ISBN 83-85548-33-5.
- Roman Frodyma, Galicyjskie Cmentarze wojenne t. III Brzesko-Bochnia-Limanowa, Oficyna Wydawnicza «Rewasz», Pruszków 1998, ISBN 83-85557-52-0